# 2016-os Indy Lights-szezon
A 2016-os Indy Lights-szezon a bajnokság 31. szezonja volt és a 15., amelyet az IndyCar rendezett. A 18 futamból álló széria március 12-én kezdődött  St. Petersburg-ban és szeptember 11-én ért véget Laguna Seca versenypályán. A bajnokságot Ed Jones nyerte meg.

## Versenynaptár
| Forduló | Dátum          | Hivatalos név                                                                | Versenypálya                              | Helyszín                | Pályarajz |
| ------- | -------------- | ---------------------------------------------------------------------------- | ----------------------------------------- | ----------------------- | --------- |
| 1       | március 12.    | Indy Lights Grand Prix of St. Petersburg Presented by Lucas School of Racing | Streets of St. Petersburg                 | St. Petersburg, Florida |           |
| 2       | március 13.    | Indy Lights Grand Prix of St. Petersburg Presented by Lucas School of Racing | Streets of St. Petersburg                 | St. Petersburg, Florida |           |
| 3       | április 3.     | Indy Lights Grand Prix of Phoenix                                            | Phoenix International Raceway             | Phoenix, Arizona        |           |
| 4       | április 23.    | Legacy Indy Lights 100                                                       | Barber Motorsports Park                   | Birmingham              |           |
| 5       | április 24.    | Legacy Indy Lights 100                                                       | Barber Motorsports Park                   | Birmingham              |           |
| 6       | május 13.      | Mazda Indy Lights Grand Prix of Indianapolis                                 | Indianapolis Motor Speedway épített pálya | Speedway                |           |
| 7       | május 14.      | Mazda Indy Lights Grand Prix of Indianapolis                                 | Indianapolis Motor Speedway épített pálya | Speedway                |           |
| 8       | május 27.      | Mazda Freedom 100                                                            | Indianapolis Motor Speedway ovál pálya    | Speedway, Indiana       |           |
| 9       | június 25.     | Mazda Indy Lights Grand Prix of Road America                                 | Road America                              | Elkhart Lake, WI        |           |
| 10      | június 26.     | Mazda Indy Lights Grand Prix of Road America                                 | Road America                              | Elkhart Lake, WI        |           |
| 11      | július 10.     | Indy Lights Iowa Challenge                                                   | Iowa Speedway                             | Newton                  |           |
| 12      | július 16.     | Cooper Tires Grand Prix of Toronto                                           | Exhibition Place                          | Toronto                 |           |
| 13      | július 17.     | Cooper Tires Grand Prix of Toronto                                           | Exhibition Place                          | Toronto                 |           |
| 14      | július 30.     | Cooper Tires Indy Lights Grand Prix of Mid-Ohio                              | Mid-Ohio Sports Car Course                | Lexington               |           |
| 15      | július 31.     | Cooper Tires Indy Lights Grand Prix of Mid-Ohio                              | Mid-Ohio Sports Car Course                | Lexington               |           |
| 16      | szeptember 3.  | Mazda Indy Lights Grand Prix of Watkins Glen                                 | Watkins Glen International                | Watkins Glen            |           |
| 17      | szeptember 10. | Mazda Indy Lights Grand Prix of Monterey                                     | Mazda Raceway Laguna Seca                 | Monterey                |           |
| 18      | szeptember 11. | Mazda Indy Lights Grand Prix of Monterey                                     | Mazda Raceway Laguna Seca                 | Monterey                |           |

| Magyarázat | Magyarázat |
| Ikon       | Pálya      |
| ---------- | ---------- |
|            | Ovál       |
|            | Utcai      |
|            | Épített    |

## Csapatok és versenyzők
| Csapat                       | #  | Versenyző             | Státusz | Forduló         |
| ---------------------------- | -- | --------------------- | ------- | --------------- |
| Andretti Autosport           | 27 | Dean Stoneman         | Újonc   | összes          |
| Andretti Autosport           | 28 | Dalton Kellett        | Újonc   | összes          |
| Andretti Autosport           | 51 | Shelby Blackstock     |         | összes          |
| Belardi Auto Racing          | 5  | Zach Veach            |         | összes          |
| Belardi Auto Racing          | 14 | Felix Rosenqvist      | Újonc   | 1–8, 12–13      |
| Belardi Auto Racing          | 45 | James French          | Újonc   | 9–10            |
| Carlin                       | 4  | Félix Serrallés       |         | összes          |
| Carlin                       | 11 | Ed Jones              | Újonc   | összes          |
| Carlin                       | 22 | Neil Alberico         | Újonc   | összes          |
| Juncos Racing                | 13 | Zachary Claman DeMelo | Újonc   | összes          |
| Juncos Racing                | 18 | Kyle Kaiser           |         | összes          |
| McCormack Racing             | 34 | Davey Hamilton Jr.    | Újonc   | 17–18           |
| Schmidt Peterson Motorsports | 7  | RC Enerson            |         | 1–8             |
| Schmidt Peterson Motorsports | 17 | André Negrão          | Újonc   | összes          |
| Schmidt Peterson Motorsports | 55 | Santiago Urrutia      | Újonc   | összes          |
| Schmidt Peterson Motorsports | 77 | Scott Anderson        |         | 1–2, 4–7        |
| Schmidt Peterson Motorsports | 77 | Heamin Choi           | Újonc   | 3, 8, 11, 17–18 |
| Team Pelfrey                 | 2  | Juan Piedrahita       |         | 1–13            |
| Team Pelfrey                 | 2  | Sean Rayhall          |         | 17–18           |
| Team Pelfrey                 | 3  | Scott Hargrove        | Újonc   | 1–8             |
| Team Pelfrey                 | 3  | Garett Grist          | Újonc   | 9–10, 12–18     |

## Összefoglaló
| Forduló | Verseny           | Pole-pozíció     | Legyrorsabb kör       | Legtöbb élen töltött kör | Győztes          | Győztes                      | Listavezető      | Előny |
| Forduló | Verseny           | Pole-pozíció     | Legyrorsabb kör       | Legtöbb élen töltött kör | versenyző        | csapat                       | Listavezető      | Előny |
| ------- | ----------------- | ---------------- | --------------------- | ------------------------ | ---------------- | ---------------------------- | ---------------- | ----- |
| 1       | St. Petersburg 1  | Kyle Kaiser      | Zach Veach            | Zach Veach               | Félix Serrallés  | Carlin                       | Félix Serrallés  | 5     |
| 2       | St. Petersburg 2  | Felix Rosenqvist | Felix Rosenqvist      | Felix Rosenqvist         | Felix Rosenqvist | Belardi Auto Racing          | Félix Serrallés  | 1     |
| 3       | Phoenix           | Kyle Kaiser      | Kyle Kaiser           | Kyle Kaiser              | Kyle Kaiser      | Juncos Racing                | Kyle Kaiser      | 18    |
| 4       | Birmingham 1      | Ed Jones         | Santiago Urrutia      | Ed Jones                 | Ed Jones         | Carlin                       | Félix Serrallés  | 1     |
| 5       | Birmingham 2      | Ed Jones         | Santiago Urrutia      | Santiago Urrutia         | Santiago Urrutia | Schmidt Peterson Motorsports | Ed Jones         | 6     |
| 6       | Indianapolis GP 1 | Ed Jones         | Zachary Claman DeMelo | Ed Jones                 | Ed Jones         | Carlin                       | Ed Jones         | 19    |
| 7       | Indianapolis GP 2 | Ed Jones         | Felix Rosenqvist      | Dean Stoneman            | Dean Stoneman    | Andretti Autosport           | Ed Jones         | 21    |
| 8       | Indianapolis      | Ed Jones         | Neil Alberico         | Dean Stoneman            | Dean Stoneman    | Andretti Autosport           | Ed Jones         | 29    |
| 9       | Road America 1    | Zach Veach       | Zachary Claman DeMelo | Zach Veach               | Zach Veach       | Belardi Auto Racing          | Ed Jones         | 23    |
| 10      | Road America 2    | Ed Jones         | Dean Stoneman         | Santiago Urrutia         | Santiago Urrutia | Schmidt Peterson Motorsports | Ed Jones         | 19    |
| 11      | Iowa              | Ed Jones         | Zach Veach            | Ed Jones                 | Félix Serrallés  | Carlin                       | Ed Jones         | 22    |
| 12      | Toronto 1         | Felix Rosenqvist | Felix Rosenqvist      | Felix Rosenqvist         | Felix Rosenqvist | Belardi Auto Racing          | Ed Jones         | 20    |
| 13      | Toronto 2         | Felix Rosenqvist | Félix Serrallés       | Felix Rosenqvist         | Felix Rosenqvist | Belardi Auto Racing          | Ed Jones         | 24    |
| 14      | Mid-Ohio 1        | Santiago Urrutia | Santiago Urrutia      | Santiago Urrutia         | Santiago Urrutia | Schmidt Peterson Motorsports | Ed Jones         | 9     |
| 15      | Mid-Ohio 2        | Santiago Urrutia | Félix Serrallés       | Santiago Urrutia         | Santiago Urrutia | Schmidt Peterson Motorsports | Santiago Urrutia | 16    |
| 16      | Watkins Glen      | Santiago Urrutia | Dean Stoneman         | Zach Veach               | Zach Veach       | Belardi Auto Racing          | Santiago Urrutia | 1     |
| 17      | Laguna Seca 1     | Kyle Kaiser      | Kyle Kaiser           | Kyle Kaiser              | Kyle Kaiser      | Juncos Racing                | Ed Jones         | 6     |
| 18      | Laguna Seca 2     | Ed Jones         | Zach Veach            | Zach Veach               | Zach Veach       | Belardi Auto Racing          | Ed Jones         | 2     |

## A bajnokság végeredménye

### Versenyzők
Pontrendszer
| Pozíció | 1. | 2. | 3. | 4. | 5. | 6. | 7. | 8. | 9. | 10. | 11. | 12. | 13. | 14. | 15. | 16. | 17. | 18. | 19. | 20. |
| ------- | -- | -- | -- | -- | -- | -- | -- | -- | -- | --- | --- | --- | --- | --- | --- | --- | --- | --- | --- | --- |
| Pont    | 30 | 25 | 22 | 19 | 17 | 15 | 14 | 13 | 12 | 11  | 10  | 9   | 8   | 7   | 6   | 5   | 4   | 3   | 2   | 1   |

- A versenyző, aki megszerezte az első rajtkockát, az egy pontban részesül.
- A versenyző, aki a legtöbb kört az élen töltött, az egy pontban részesül.
- A versenyző, aki a leggyorsabb kört futotta meg, az egy pontban részesül.

| Poz. | Versenyző             | STP | STP | PHX | ALA | ALA | IND | IND | INDY | RDA | RDA | IOW | TOR | TOR | MOH | MOH | WGL | LAG | LAG | Pont |
| ---- | --------------------- | --- | --- | --- | --- | --- | --- | --- | ---- | --- | --- | --- | --- | --- | --- | --- | --- | --- | --- | ---- |
| 1    | Ed Jones              | 10  | 7   | 2   | 1*  | 2   | 1*  | 4   | 21   | 4   | 13  | 31  | 6   | 5   | 6   | 11  | 2   | 2   | 4   | 363  |
| 2    | Santiago Urrutia      | 4   | 13  | 4   | 11  | 1*  | 2   | 2   | 14   | 9   | 1*  | 5   | 4   | 4   | 1*  | 1*  | 12  | 5   | 2   | 361  |
| 3    | Kyle Kaiser           | 3   | 2   | 1*  | 15  | 6   | 6   | 3   | 16   | 6   | 6   | 6   | 3   | 3   | 9   | 6   | 4   | 1*  | 3   | 334  |
| 4    | Zach Veach            | 16* | 3   | 8   | 3   | 10  | 5   | 10  | 10   | 1*  | 3   | 2*  | 9   | 6   | 5   | 4   | 1*  | 3   | 1*  | 332  |
| 5    | Dean Stoneman         | 8   | 6   | 5   | 16  | 3   | 3   | 1*  | 1*   | 2   | 9   | 4   | 5   | 14  | 3   | 2   | 10  | 13  | 9   | 316  |
| 6    | Félix Serrallés       | 1   | 4   | 7   | 2   | 15  | 7   | 5   | 6    | 3   | 14  | 1   | 2   | 10  | 4   | 10  | 7   | 8   | 5   | 311  |
| 7    | André Negrão          | 6   | 5   | 6   | 8   | 11  | 9   | 16  | 15   | 10  | 2   | 13  | 11  | 2   | 2   | 3   | 3   | 9   | 6   | 268  |
| 8    | Shelby Blackstock     | 14  | 11  | 14  | 4   | 5   | 10  | 7   | 4    | 13  | 5   | 12  | 10  | 9   | 8   | 5   | 6   | 10  | 11  | 227  |
| 9    | Zachary Claman DeMelo | 11  | 16  | 11  | 5   | 7   | 13  | 14  | 13   | 5   | 4   | 8   | 13  | 13  | 7   | 7   | 9   | 12  | 7   | 199  |
| 10   | Dalton Kellett        | 15  | 10  | 10  | 9   | 9   | 16  | 12  | 3    | 14  | 12  | 9   | 8   | 11  | 11  | 9   | 11  | 7   | 13  | 193  |
| 11   | Neil Alberico         | 12  | 15  | 9   | 12  | 14  | 11  | 13  | 7    | 11  | 11  | 11  | 12  | 8   | 12  | 8   | 5   | 6   | 10  | 193  |
| 12   | Felix Rosenqvist      | 7   | 1*  | 15  | 14  | 8   | 4   | 6   | 9    |     |     |     | 1*  | 1*  |     |     |     |     |     | 185  |
| 13   | Juan Piedrahita       | 9   | 8   | 12  | 7   | 16  | 15  | 11  | 8    | 12  | 7   | 7   | 14  | 12  |     |     |     |     |     | 135  |
| 14   | RC Enerson            | 5   | 12  | 3   | 6   | 4   | 8   | 15  | 11   |     |     |     |     |     |     |     |     |     |     | 111  |
| 15   | Garett Grist          |     |     |     |     |     |     |     |      | 7   | 10  |     | 7   | 7   | 10  | 12  | 8   | 11  | 15  | 102  |
| 16   | Scott Hargrove        | 2   | 14  | 13  | 13  | 12  | 14  | 9   | 5    |     |     |     |     |     |     |     |     |     |     | 93   |
| 17   | Scott Anderson        | 13  | 9   |     | 10  | 13  | 12  | 8   |      |     |     |     |     |     |     |     |     |     |     | 61   |
| 18   | Heamin Choi           |     |     | 16  |     |     |     |     | 12   |     |     | 10  |     |     |     |     |     | 15  | 12  | 40   |
| 19   | Sean Rayhall          |     |     |     |     |     |     |     |      |     |     |     |     |     |     |     |     | 4   | 8   | 32   |
| 20   | James French          |     |     |     |     |     |     |     |      | 8   | 8   |     |     |     |     |     |     |     |     | 26   |
| 21   | Davey Hamilton Jr.    |     |     |     |     |     |     |     |      |     |     |     |     |     |     |     |     | 14  | 14  | 14   |
| Poz. | Versenyző             | STP | STP | PHX | ALA | ALA | IND | IND | INDY | RDA | RDA | IOW | TOR | TOR | MOH | MOH | WGL | LAG | LAG | Pont |

| Szín       | Eredmény                  |
| ---------- | ------------------------- |
| arany      | Győztes                   |
| ezüst      | 2. helyezett              |
| bronz      | 3. helyezett.             |
| zöld       | 4. hely 5. hely           |
| világoskék | 6–10. hely között         |
| sötétkék   | top 10-en kívül           |
| lila       | nem ért célba             |
| piros      | nem kvalifikált (DNQ, NK) |
| barna      | visszalépett (Vi, Wth)    |
| fekete     | kizárva (DSQ, Kiz)        |
| Fehér      | Nem indult (DNS, Ni)      |
| Fehér      | Verseny törölve (T)       |
| Üres       | Nem vett részt            |

| Jelmagyarázat |                                      |
| Félkövér      | Pole-pozíció                         |
| Dőlt          | Leggyorsabb kör a versenyen          |
| *             | Legtöbb élen töltött kör (1 pont)    |
| 1             | Időmérő törölve, nem járt bónuszpont |
|               | Újonc                                |

### Csapatok
| Poz. | Csapat                                         | Pont |
| ---- | ---------------------------------------------- | ---- |
| 1    | Carlin                                         | 413  |
| 2    | Schmidt Peterson Motorsports w/ Curb-Agajanian | 384  |
| 3    | Belardi Auto Racing                            | 322  |
| 4    | Andretti Autosport                             | 281  |
| 5    | Juncos Racing                                  | 275  |
| 6    | Team Pelfrey                                   | 135  |

## Külső hivatkozások
- Az Indy Lights hivatalos weboldala Archiválva 2021. március 5-i dátummal a Wayback Machine-ben